# اسکات ترمین
اسکات دانکن ترمین (انگلیسی: Scott Tremaine؛ زادهٔ ۱۹۵۰) اخترفیزیکدان متولد کانادا است. او یکی از اعضای انجمن سلطنتی لندن، انجمن سلطنتی کانادا و آکادمی ملی علوم است. ترمین به‌طور گسترده برای کمک‌هایش به نظریه منظومه شمسی و دینامیک کهکشانی به عنوان یکی از اخترفیزیکدانان برجسته جهان در نظر گرفته می‌شود. ترمین نام سیارک ۳۸۰۶ ترمین است. امتیاز انتخاب نام «کمربند کویپر» هم به او نسبت داده شده‌است.

وی همچنین برندهٔ جوایزی همچون همکار انجمن سلطنتی و جایزه دنی هینمن در اخترفیزیک شده‌است.